# Kevin Gameiro
Kevin Gameiro (Senlis, 1987. május 9. –) francia válogatott labdarúgó.

## Pályafutása
Szerepelt az országa 17 éven aluli (U17), 18 éven aluli (U18) és a 20 éven aluli (U20) válogatottjában is. Nyolcszoros felnőtt válogatott.
Az első mérkőzését a Ligue 1-ben 2005. szeptember 10-én játszotta a Paris SG–Strasbourg (1-0) találkozón. A francia bajnokság első osztályában 2006. február 4-én lőtte az első gólját a Lens–Strasbourg (2-1) bajnokin.
2007. június 9-én a Touloni Ifjúsági Torna döntőjében Kína ellen mesterhármast szerzett, amellyel csapata megnyerte a tornát.
2016. július 30-án négy évre aláírt az Atlético Madrid csapatához, amely 32.000.000 €-ért szerződtette őt, de bizonyos feltételek teljesülése mellett ez növekszik 40.000.000 €-ra. 2017. február 18-án az Atlético Madrid 4–1-re nyert a Sporting Gijón vendégeként. Ezen a mérkőzésen mesterhármast szerzett, miután a 80., 81. és a 85. percben gólt szerzett.
2025. március 16-án bejelentette visszavonulását.

## Statisztikái

### Klub
2019. május 27.
| Klub                | Szezon           | Bajnokság | Bajnokság | Kupa  | Kupa  | Nemzetközi | Nemzetközi | Összesen | Összesen |
| Klub                | Szezon           | Mérk.     | Gólok     | Mérk. | Gólok | Mérk.      | Gólok      | Mérk.    | Gólok    |
| ------------------- | ---------------- | --------- | --------- | ----- | ----- | ---------- | ---------- | -------- | -------- |
| Strasbourg          | 2005–06          | 8         | 1         | 1     | 2     | 3          | 2          | 12       | 5        |
| Strasbourg          | 2006–07          | 16        | 3         | 4     | 3     | 0          | 0          | 20       | 6        |
| Strasbourg          | 2007–08          | 34        | 6         | 2     | 0     | 0          | 0          | 36       | 6        |
| Strasbourg          | Összesen         | 58        | 10        | 7     | 5     | 3          | 2          | 68       | 17       |
| Lorient             | 2008–09          | 37        | 11        | 2     | 2     | 0          | 0          | 39       | 13       |
| Lorient             | 2009–10          | 35        | 17        | 5     | 2     | 0          | 0          | 40       | 19       |
| Lorient             | 2010–11          | 36        | 22        | 5     | 2     | 0          | 0          | 41       | 24       |
| Lorient             | Összesen         | 108       | 50        | 12    | 6     | 0          | 0          | 120      | 56       |
| Paris Saint-Germain | 2011–12          | 34        | 11        | 4     | 2     | 7          | 1          | 45       | 14       |
| Paris Saint-Germain | 2012–13          | 25        | 8         | 5     | 1     | 3          | 0          | 33       | 9        |
| Paris Saint-Germain | Összesen         | 59        | 19        | 9     | 3     | 10         | 1          | 78       | 23       |
| Sevilla             | 2013–14          | 35        | 15        | 1     | 0     | 12         | 6          | 48       | 21       |
| Sevilla             | 2014–15          | 26        | 8         | 6     | 5     | 12         | 4          | 44       | 17       |
| Sevilla             | 2015–16          | 31        | 16        | 6     | 3     | 15         | 10         | 52       | 29       |
| Sevilla             | Összesen         | 92        | 39        | 13    | 8     | 39         | 20         | 144      | 67       |
| Atlético de Madrid  | 2016–17          | 31        | 12        | 6     | 2     | 9          | 2          | 46       | 16       |
| Atlético de Madrid  | 2017–18          | 25        | 7         | 3     | 1     | 7          | 3          | 37       | 11       |
| Atlético de Madrid  | Összesen         | 56        | 19        | 9     | 3     | 16         | 5          | 81       | 27       |
| Valencia            | 2018–19          | 33        | 6         | 9     | 3     | 13         | 3          | 55       | 12       |
| Valencia            | Összesen         | 33        | 6         | 9     | 3     | 13         | 3          | 55       | 12       |
| Karrier összesen    | Karrier összesen | 406       | 143       | 59    | 28    | 81         | 32         | 546      | 202      |

### Válogatott
2017. március 28.
| Válogatott    | Év       | Mérk. | Gólok |
| ------------- | -------- | ----- | ----- |
| Franciaország | 2010     | 1     | 0     |
| Franciaország | 2011     | 7     | 1     |
| Franciaország | 2012     | 0     | 0     |
| Franciaország | 2013     | 0     | 0     |
| Franciaország | 2014     | 0     | 0     |
| Franciaország | 2015     | 0     | 0     |
| Franciaország | 2016     | 4     | 2     |
| Franciaország | 2017     | 1     | 0     |
| Összesen      | Összesen | 13    | 3     |

## Sikerei, díjai

### Klub
- Paris Saint-Germain
  - Francia bajnok: 2012-13

- Sevilla
  - Európa-liga: 2013-14, 2014-15, 2015-16

- Atlético Madrid:
  - Európa-liga: 2017–18

- Valencia
  - Spanyol kupa: 2018–19

### Egyéni
- A 35. Touloni Ifjúsági Torna legjobb játékosa: 2007
- A 35. Touloni Ifjúsági Torna gólkirálya (5 góllal): 2007